# Institute for Palestine Studies
Das Institute for Palestine Studies (IPS) (arabisch مؤسسة الدراسات الفلسطينية, DMG Muʾassasat ad-Dirāsāt al-Filasṭīnīya) oder Institut für Palästinastudien wurde 1963 in Beirut als unabhängige, gemeinnützige Forschungseinrichtung gegründet. Die Non-Profit-Organisation hat die Aufgabe, die Geschichte Palästinas und der Palästinenser zu erforschen und den Arabisch-Israelischen-Konflikt zu dokumentieren und wissenschaftlich aufzuarbeiten.
Es ist das erste Institut weltweit, das sich ausschließlich mit der Analyse und Dokumentation palästinensischer Angelegenheiten und des arabisch-israelischen Konflikts befasst.  Es veröffentlicht auch wissenschaftliche Fachzeitschriften und hat bisher mehr als 600 Bücher, Monografien und Dokumentarsammlungen auf Arabisch, Englisch und Französisch herausgebracht – sowie seine vierteljährlich erscheinenden wissenschaftlichen Zeitschriften: Journal of Palestine Studies, Jerusalem Quarterly und Majallat al-Dirasat al-Filistiniyyah.

## Geschichte der Institution

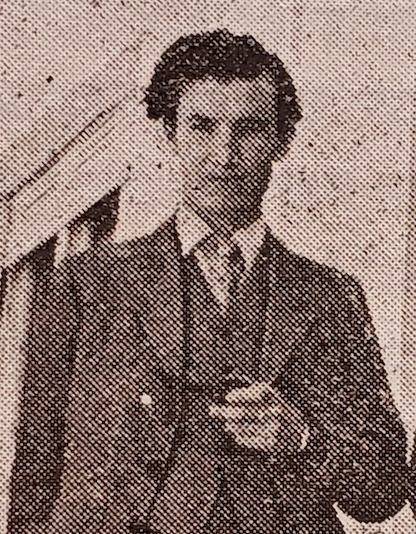
Walid Khalid (1947) – palästinensisch-arabischer Historiker und Mitbegründer des IPS

Das Institute for Palestine Studies, der internationale Dachverband des Institute for Palestine Studies USA, wurde ursprünglich 1963 in Beirut (Libanon) als gemeinnützige Forschungsorganisation mit Unterstützung acht libanesischen und palästinensischen Intellektuellen und Persönlichkeiten des öffentlichen Lebens gegründet. In den folgenden sieben Jahren zählte das IPS auch andere arabische Persönlichkeiten des öffentlichen Lebens zu seinem Kuratorium. 1967 konzentrierte sich das IPS auf die Dokumentation der israelischen Vorgehensweise im Sechstagekrieg zwischen Israel und einer Koalition arabischer Staaten. In den 1970er Jahren verlagerte das IPS seinen Schwerpunkt auf die Übersetzung hebräischsprachiger Materialien, darunter Dokumente zionistischer Kongresse und Protokolle der Knesset, um der arabischen Welt ein „tieferes Verständnis der zionistisch-israelischen Entscheidungsfindung“ zu ermöglichen. 1971 begann das IPS außerdem, Forschungsergebnisse zum israelisch-arabischen Konflikt in seinem Journal of Palestine Studies zu veröffentlichen.

1990 brachte IPS eine vierteljährlich erscheinende arabische Zeitschrift mit dem Titel Majallat al-Dirasat al-Filastiniyya heraus. 1994 eröffnete das IPS ein Büro in Jerusalem unter dem Namen Institute of Jerusalem Studies. 1998 brachte das Jerusalemer Büro eine englischsprachige Zeitschrift mit dem Namen Jerusalem Quarterly heraus. 2003 verlegte das IPS sein Jerusalemer Büro nach Ramallah im Westjordanland.  

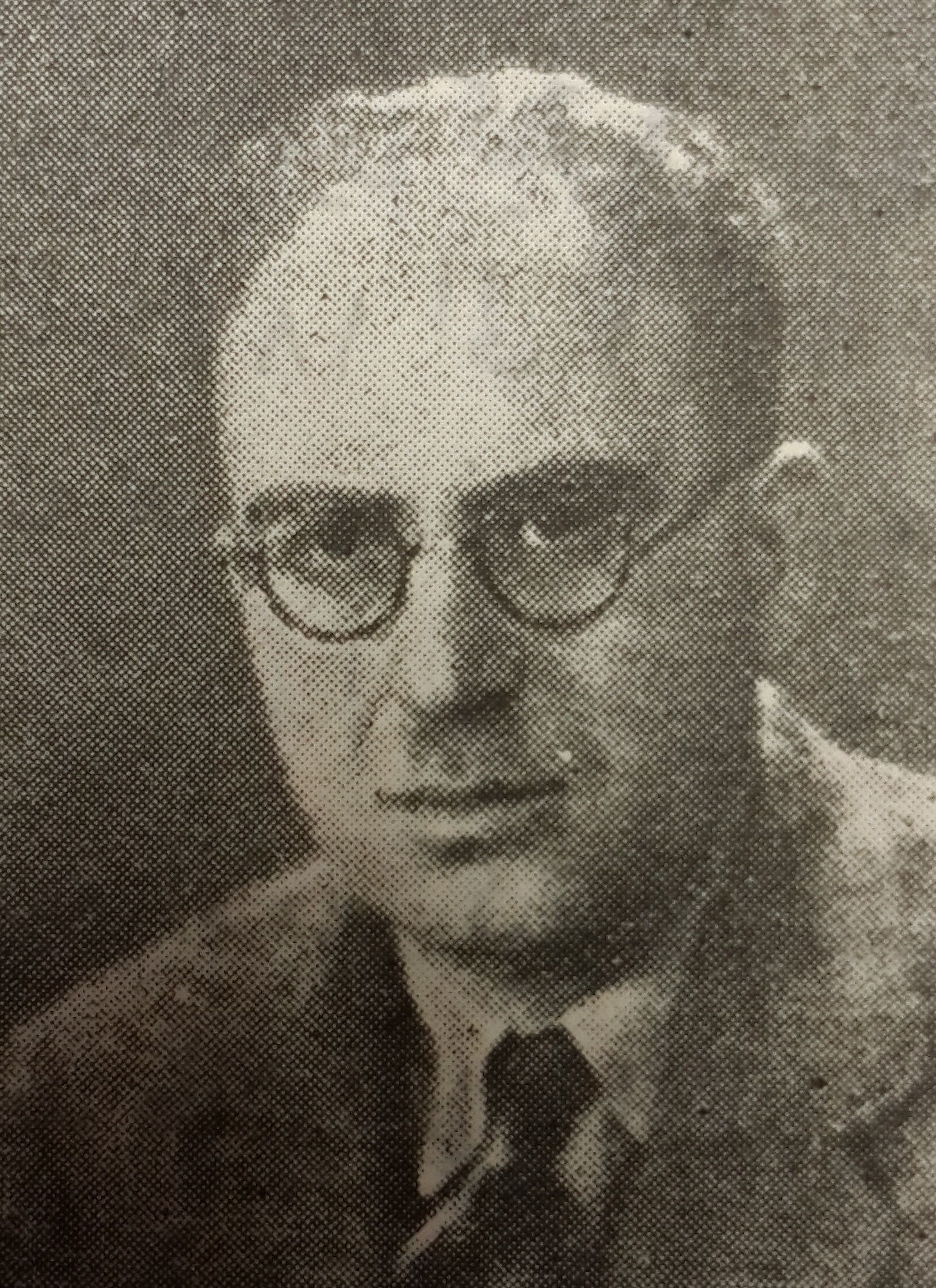
Constantin Zureik – syrisch-arabischer Intellektueller und Mitbegründer des IPS

### Zweigstelle in Washington D.C.
1983 gründete IPS das Institute for Palestine Studies (USA), (kurz IPS USA), woraufhin dann die Registrierung des Washingtoner Büro, das Institute for Palestine Studies (USA), als gemeinnützige Organisation gemäß 501(c)(3) erfolgte. Das Institut wird von einem Kuratorium geleitet, dem Vertreter aus der gesamten arabischen Welt angehören. Das IPS USA ist einer von drei Zweigstellen des internationalen Instituts für Palästinastudien. Die anderen Zweigstellen befinden sich in Beirut, Libanon, und Ramallah im Westjordanland. IPS USA veröffentlicht Zeitschriften, Bücher und Blogs und veranstaltet Veranstaltungen zur palästinensischen Geschichte, Nachrichten und Kultur sowie zu den arabisch-israelischen Konflikten.

## Institutsbibliothek
Die Institutsbibliothek befindet sich am Hauptsitz des Instituts in Beirut und wurde 1963 zeitgleich mit dem Institut gegründet.  Die Bibliothek erstreckt sich über vier Stockwerke im Hauptsitz des Instituts für Palästinastudien in Beirut und umfasst über 79.000 Bände sowie Hunderte von Zeitschriften und Zeitungen. Sie umfasst über 40.000 Bände, 400 laufende Zeitschriften, 5.000 Filmrollen sowie Zeitungen, Karten, Dokumente und eine große Sammlung privater Papiere. Sie ist auch am Studium und der Förderung der Hebräischkenntnisse interessiert.
Ihre Sammlung umfasst eine Vielzahl grundlegender Nachschlagewerke, Bücher und Fachzeitschriften in Arabisch, Englisch, Französisch und Hebräisch. 1984 entschied der Verwaltungsrat des Instituts, die Bibliothek nach Constantin Zureik zu benennen, einem der Gründer des Instituts und über 25 Jahre dessen Ehrenpräsident. Diese Entscheidung würdigte seine langjährigen Verdienste und wissenschaftlichen Beiträge.
Seit 1995 ist die Bibliothek vollständig digitalisiert, und ihr Katalog ist elektronisch zugänglich, sodass der bisherige Zettelkatalog überflüssig wurde.

## Finanzierung
Das Institut ist unabhängig von Regierungen, Parteien oder politischen Organisationen. Die Aktivitäten des IPS werden durch Mitgliedsbeiträge, Spenden, Einkünfte aus seiner Stiftung sowie durch den Verkauf seiner Veröffentlichungen finanziert. Geleitet wird es von einem Kuratorium, dem rund vierzig Wissenschaftler, Geschäftsleute und Persönlichkeiten des öffentlichen Lebens aus nahezu allen arabischen Ländern angehören. Das Institut unterhält derzeit Niederlassungen in Beirut, Paris, Washington D.C. und Ramallah.

## Veröffentlichungen
Das Institut veröffentlicht drei vierteljährlich erscheinende Zeitschriften in englischer und arabischer Sprache. Diese werden unabhängig voneinander herausgegeben und in Washington, Paris, Jerusalem und Beirut veröffentlicht. Die Zeitschriften sind:
- Das Journal of Palestine Studies wurde 1971 gegründet. Es wird von der University of California Press im Auftrag des Instituts veröffentlicht und vertrieben. Der derzeitige Herausgeber ist Rashid Khalidi von der Columbia University.
- Die arabischsprachige Vierteljahresschrift Majallat al-Dirasat al-Filastiniyah[6] wurde 1990 gegründet. Sie wird in London und Beirut herausgegeben und gleichzeitig in Ramallah im Westjordanland für den Vertrieb in den palästinensischen Gebieten nachgedruckt. Herausgeber der Majallat al-Dirasat al-Filastiniyah war bis zum September 2024 der libanesische Autor Elias Khoury.
- Das Jerusalem Quarterly[5] (JQ) (arabisch: Hawliyat al-Quds) wurde 1998 als Jerusalem Quarterly File gegründet und wird vom Institute of Jerusalem Studies (IJS), einem Zweig des Institute for Palestine Studies, herausgegeben. Es veröffentlicht historische Beiträge und aktuelle Analysen des Stadtlebens sowie Rezensionen. Die Zeitschrift erscheint vierteljährlich online und als Printausgabe im kostenpflichtigen Abonnement.